# Larry Palmer
Lawrence James „Larry“ Palmer (* 7. Januar 1938 in Malden, Massachusetts) ist ein ehemaliger US-amerikanischer Eishockeytorwart. Bei den Olympischen Winterspielen 1960 gewann er als Mitglied der US-amerikanischen Nationalmannschaft die Goldmedaille.   

## Karriere
Larry Palmer begann seine Karriere als Eishockeytorwart an der United States Military Academy, die er von 1956 bis 1959 besuchte, während er parallel für deren Eishockeymannschaft in der National Collegiate Athletic Association spielte. Nach seiner Zeit in West Point absolvierte er die vorgeschriebenen drei Jahre im aktiven Militärdienst, setzte parallel jedoch seine Nationalmannschaftskarriere fort. Im Jahr 1964 verließ er die US-Armee und wurde ein erfolgreicher Investmentbanker.   

### International
Für die USA nahm Palmer an den Olympischen Winterspielen 1960 in Squaw Valley teil, bei denen er mit seiner Mannschaft die Goldmedaille gewann. Zudem stand er im Aufgebot seines Landes bei der Weltmeisterschaft 1961. 

## Erfolge und Auszeichnungen
- 1960 Goldmedaille bei den Olympischen Winterspielen